# تل سورو (سياهو)
تل سورو (بالفارسية: تل سورو) هي قرية تقع في إيران في قسم سیاهو الريفي. يقدر عدد سكانها بـ 311 نسمة بحسب إحصاء 2016.